# Ignore This
Ignore This är Salem Al Fakirs tredje album, utgivet den 10 mars 2010 på EMI. Det är uppföljaren till Astronaut från 2009. På albumet återfinns singeln Keep On Walking som slutade som 2:a i Melodifestivalen 2010. Albumet nådde som högst första plats på den svenska albumlistan 2010. Senare under året släpptes även på singel 4 O'clock samt Split My Personality, den sistnämnda i en Bassflow Remix. Låten "I'm So Happy" används som signaturmelodi till TV-serien Solsidan sedan inledningen av säsong två.

## Låtlista
Alla låtar skrivna av Salem Al Fakir.
1. "The Song I Never wrote" (0:59)
2. "4 O'Clock" (3:34)
3. "Virgin Mary" (3:29)
4. "Red Rock" (3:16)
5. "Keep On Walking" (3:16)
6. "This Is For" (4:12)
7. "Part Of It" (3:47)
8. "Brooklyn Sun" (3:40)
9. "Don't Wanna Talk About It" (1:50)
10. "Bloody Breakfast" (4:21)
11. "Split My Personality" (3:15)
12. "Cowboys & Dinosaurs" (2:18)
13. "I'm So Happy" (4:16)

## Listplaceringar
| Lista (2010) | Topplacering |
| ------------ | ------------ |
| Sverige      | 1            |